# Viševa
Viševa, srednjovjekovna humska župa. Prvi se put spominje u Ljetopisu Popa Dukljanina iz 12. stoljeća. Prema Ljetopisu Viševa je sastavni Podgorja u koji su ušle i župe Neretva, Onogošt, Morača, Komarnica, Piva , Gacko, Nevesinje, Kom i Rama. Podgorje skupa s Humskom zemljom, Trebinjem i Zetom sačinjava tzv. tetrarhiju ili federaciju od četiri oblasti od kojih svaka ima status polusamostalne zemlje – države.